# Lista de episódios de The Ren & Stimpy Show
Esta é uma lista de episódios da série animada The Ren & Stimpy Show. Foi exibido pela primeira vez na Nickelodeon em 11 de agosto de 1991. Teve cinco temporadas com 52 episódios.
Em 1995, The Ren & Stimpy Show foi cancelado pela Nickelodeon, e então seu criador, John Kricfalusi, fez uma nova série sobre os personagens. Era chamado Ren e Stimpy: Só para Adultos, dedicado ao público adulto.

## Temporadas
| Temporadas | Episódios | Originalmente exibido  | Originalmente exibido   | Originalmente exibido |
| Temporadas | Episódios | Estreia da temporada   | Final da temporada      | Emissora              |
| ---------- | --------- | ---------------------- | ----------------------- | --------------------- |
| Piloto     | Piloto    | 10 de agosto de 1990   | 10 de agosto de 1990    | N/A                   |
| 1          | 6         | 11 de agosto de 1991   | 23 de fevereiro de 1992 | Nickelodeon MTV       |
| 2          | 12        | 15 de agosto de 1992   | 23 de maio de 1993      | Nickelodeon MTV       |
| 3          | 10        | 20 de novembro de 1993 | 30 de julho de 1994     | Nickelodeon MTV       |
| 4          | 14        | 1 de outubro de 1994   | 1 de abril de 1995      | Nickelodeon MTV       |
| 5          | 10        | 3 de junho de 1995     | 20 de outubro de 1996   | Nickelodeon MTV       |
| APC        | 6         | 26 de junho de 2003    | 24 de julho de 2003     | Spike TV              |

## Episódios
| #S                      | #T            | Título                                                  | Título original                                              | Dirigido por                                    | Exibição original                               | Código        |
| Piloto (1990)           | Piloto (1990) | Piloto (1990)                                           | Piloto (1990)                                                | Piloto (1990)                                   | Piloto (1990)                                   | Piloto (1990) |
| ----------------------- | ------------- | ------------------------------------------------------- | ------------------------------------------------------------ | ----------------------------------------------- | ----------------------------------------------- | ------------- |
| 0                       | 0             | "O Canil" / "Abrigo de Cães"                            | "Big House Blues"                                            | John Kricfalusi                                 | 10 de agosto de 1990                            | N/A           |
| Temporada 1 (1991-1992) |               |                                                         |                                                              |                                                 |                                                 |               |
| 1                       | 1             | "Grande Dia de Stimpy!" "O Poderoso!"                   | "Stimpy's Big Day!" "The Big Shot!"                          | John Kricfalusi                                 | 11 de agosto de 1991                            | RS-101 RS-102 |
| 2                       | 2             | "Robin Ren" "Enfermeiro Stimpy"                         | "Robin Höek" "Nurse Stimpy"                                  | John Kricfalusi                                 | 25 de agosto de 1991                            | RS-103 RS-104 |
| 3                       | 3             | "Loucura Espacial" "O Rato Roído"                       | "Space Madness" "The Boy Who Cried Rat!"                     | John Kricfalusi                                 | 8 de setembro de 1991                           | RS-105 RS-106 |
| 4                       | 4             | "Cães Bombeiros" "Menor Gigante"                        | "Fire Dogs" "The Littlest Giant"                             | John Kricfalusi                                 | 29 de setembro de 1991 15 de setembro de 1991   | RS-108 RS-107 |
| 5                       | 5             | "Perdidos no Espaço" "Mundo Indomável"                  | "Marooned" "Untamed World"                                   | John Kricfalusi                                 | 6 de outubro de 1991 10 de novembro de 1991     | RS-109 RS-110 |
| 6                       | 6             | "Buraco Negro" "Invenções de Stimpy"                    | "Black Hole" "Stimpy's Invention"                            | John Kricfalusi e Bob Camp John Kricfalusi      | 23 de fevereiro de 1992                         | RS-111 RS-112 |
| Temporada 2 (1992-1993) |               |                                                         |                                                              |                                                 |                                                 |               |
| 7                       | 1             | "No Exército" "O Homem Torrada"                         | "In the Army" "Powdered Toast Man"                           | Bob Camp John Kricfalusi                        | 15 de agosto de 1992                            | RS-204 RS-202 |
| 8                       | 2             | "Dor de Dente do Ren" "Animais de Estimação"            | "Ren's Toothache" "Man's Best Friend"                        | John Kricfalusi                                 | 22 de agosto de 1992 Banido da Nick             | RS-203 RS-201 |
| 9                       | 3             | "No Velho Oeste" "Vendedores de Bico de Borracha"       | "Out West" "Rubber Nipple Salesmen"                          | Bob Camp Vincent Waller e John Kricfalusi       | 29 de agosto de 1992                            | RS-208 RS-207 |
| 10                      | 4             | "Sven Höek"                                             | "Sven Höek"                                                  | John Kricfalusi                                 | 7 de novembro de 1992                           | RS-205        |
| 11                      | 5             | "Casa Mal-Assombrada" "Luta Limpa"                      | "Haunted House" "Mad Dog Höek"                               | Ron Hughart Bob Camp                            | 21 de novembro de 1992                          | RS-210 RS-211 |
| 12                      | 6             | "Vida Mansa" "Exposição Canina"                         | "Big Baby Scam" "Dog Show"                                   | Vincent Waller Chris Reccardi e John Kricfalusi | 12 de dezembro de 1992                          | RS-215 RS-206 |
| 13                      | 7             | "Filho de Stimpy"                                       | "Son of Stimpy"                                              | John Kricfalusi                                 | 13 de janeiro de 1993                           | RS-213        |
| 14                      | 8             | "Vivendo de Macaquices" "Pai Adotivo"                   | "Monkey See, Monkey Don't!" "Fake Dad"                       | Bob Camp John Kricfalusi e Jim Smith            | 13 de fevereiro de 1993 27 de fevereiro de 1993 | RS-218 RS-209 |
| 15                      | 9             | "Ao Ar Livre" "O Gato Cospe Pelos de Ouro"              | "The Great Outdoors" "The Cat That Laid the Golden Hairball" | Vincent Waller e Ken Bruce Ron Hughart          | 27 de março de 1993 3 de abril de 1993          | RS-219 RS-214 |
| 16                      | 10            | "Fan Clube do Stimpy"                                   | "Stimpy's Fan Club"                                          | Peter Avanzino                                  | 24 de abril de 1993                             | RS-217        |
| 17                      | 11            | "Visita a Anthony"                                      | "A Visit to Anthony"                                         | John Kricfalusi e Jim Smith                     | 8 de maio de 1993                               | RS-216        |
| 18                      | 12            | "Os Heróis Canadenses"                                  | "The Royal Canadian Kilted Yaksmen"                          | John Kricfalusi e Chris Reccardi                | 23 de maio de 1993                              | RS-212        |
| Temporada 3 (1993-1994) |               |                                                         |                                                              |                                                 |                                                 |               |
| 19                      | 1             | "Com ou Sem Pomada!" "Um Quintal Longe Demais"          | "To Salve and Salve Not!" "A Yard Too Far"                   | Bob Camp                                        | 20 de novembro de 1993                          | RS-301 RS-305 |
| 20                      | 2             | "Anões de Circo" "Sem Calças Hoje"                      | "Circus Midgets" "No Pants Today"                            | Bob Camp e Jim Gomez Bill Wray e Bob Camp       | 26 de novembro de 1993                          | RS-306 RS-302 |
| 21                      | 3             | "Ren, O Fortão" "Um Lincoln Dividido"                   | "Ren's Pecs" "An Abe Divided"                                | Ron Hughart Jim Gomez                           | 18 de dezembro de 1993                          | RS-304 RS-310 |
| 22                      | 4             | "Show de Desenhos do Stimpy"                            | "Stimpy's Cartoon Show"                                      | Bob Camp                                        | 8 de janeiro de 1994                            | RS-303        |
| 23                      | 5             | "Jimmy Lummox" "Mestre de Pescaria"                     | "Jimminy Lummox" "Bass Masters"                              | Ron Hughart Bob Camp                            | 19 de fevereiro de 1994                         | RS-309 RS-320 |
| 24                      | 6             | "Aposentadoria de Ren"                                  | "Ren's Retirement"                                           | Bob Camp                                        | 2 de abril de 1994                              | RS-311        |
| 25                      | 7             | "Jerry, o Duende do Umbigo" "Maçãs da Estrada"          | "Jerry the Bellybutton Elf" "Road Apples"                    | Ron Hughart Howard E. Baker                     | 9 de abril de 1994 12 de março de 1994          | RS-321 RS-319 |
| 26                      | 8             | "Tempos Difíceis para Haggis"                           | "Hard Times for Haggis"                                      | Chris Reccardi                                  | 30 de abril de 1994                             | RS-308        |
| 27                      | 9             | "Coma Meus Biscoitos" "A Outra Metade de Ren"           | "Eat My Cookies" "Ren's Bitter Half"                         | Ron Hughart Michael Kim                         | 4 de junho de 1994                              | RS-317 RS-313 |
| 28                      | 10            | "Lar de Lummox"                                         | "Lair of the Lummox"                                         | Bob Camp                                        | 30 de julho de 1994                             | RS-327        |
| Temporada 4 (1994-1995) |               |                                                         |                                                              |                                                 |                                                 |               |
| 29                      | 1             | "Ren, o Ermitão"                                        | "Hermit Ren"                                                 | Chris Reccardi                                  | 1 de outubro de 1994                            | RS-314        |
| 30                      | 2             | "Casa do Futuro" "Um Amigo na Cabeça!"                  | "House of Next Tuesday" "A Friend in Your Face!"             | Ron Hughart Bob Camp                            | 8 de outubro de 1994                            | RS-312 RS-324 |
| 31                      | 3             | "Viajem Dentro do Corpo de Stimpy" "Lenhadores"         | "Blazing Entrails" "Lumberjerks"                             | Bob Camp Bob Camp e Bill Wray                   | 15 de outubro de 1994                           | RS-307 RS-316 |
| 32                      | 4             | "Stimpy Pré-histórico" "Vida na Fazenda"                | "Prehistoric Stimpy" "Farm Hands"                            | Bob Camp                                        | 5 de novembro de 1994                           | RS-322 RS-315 |
| 33                      | 5             | "Queijos Mágicos" "Dia Sem Sorte"                       | "Magical Golden Singing Cheeses" "A Hard Day's Luck"         | Michael Kim Chris Reccardi                      | 12 de novembro de 1994                          | RS-404 N/A    |
| 34                      | 6             | "Eu Amo a Galinha" "Mulher Waffle"                      | "I Love Chicken" "Powdered Toast Man vs. Waffle Woman"       | Ron Hughart Chris Reccardi                      | 19 de novembro de 1994                          | N/A           |
| 35                      | 7             | "Vida de Cão" "Ovóquio"                                 | "It's a Dog's Life" "Eggyölkeo"                              | Ken Bruce Bob Camp                              | 3 de dezembro de 1994                           | RS-408 RS-402 |
| 36                      | 8             | "Duas Cabeças" "O Escocês no Espaço"                    | "Double Header" "The Scotsman in Space"                      | Michael Kim Bob Camp                            | 7 de janeiro de 1995                            | N/A RS-412    |
| 37                      | 9             | "Rei dos Duendes" "Aloha Ren"                           | "Pixie King" "Aloha Höek"                                    | Ron Hughart Bill Wray                           | 14 de janeiro de 1995                           | N/A           |
| 38                      | 10            | "Insônia de Ren" "Meu Amigo Brilhante"                  | "Insomniac Ren" "My Shiny Friend"                            | Steve Loter Bill Wray                           | 21 de janeiro de 1995                           | N/A RS-413    |
| 39                      | 11            | "A Corrida do Queijo" "Barões da Salsicha"              | "Cheese Rush Days" "Wiener Barons"                           | Kirk Field Bob Camp                             | 11 de fevereiro de 1995                         | N/A RS-415    |
| 40                      | 12            | "A Vida no Velho Oeste" "Ren Precisa de Ajuda!"         | "Galoot Wranglers" "Ren Needs Help!"                         | Craig Bartlett Bob Camp                         | 4 de março de 1995                              | RS-420 RS-418 |
| 41                      | 13            | "Nariz de Sucesso" "Sindicato dos Companheiros"         | "Ol' Blue Nose" "Stupid Sidekick Union"                      | Steve Loter Tom McGrath                         | 18 de março de 1995                             | RS-401 RS-423 |
| 42                      | 14            | "Stimpy, o Supersticioso" "A Viagem de Ren e Stimpy"    | "Superstitious Stimpy" "Travelogue"                          | Bob Camp Arthur Filloy                          | 1 de abril de 1995                              | RS-421 RS-406 |
| Temporada 5 (1995-1996) |               |                                                         |                                                              |                                                 |                                                 |               |
| 43                      | 1             | "Obstinado Pelo Espaço" "Rixa a Venda"                  | "Space Dogged" "Feud for Sale"                               | Steve Loter Ron Hughart                         | 3 de junho de 1995                              | RS-429 N/A    |
| 44                      | 2             | "Pelo do Gato" "Caipiras da Cidade"                     | "Hair of the Cat" "City Hicks"                               | Ken Bruce                                       | 1 de julho de 1995                              | N/A           |
| 45                      | 3             | "Bicho de Estimação de Stimpy" "Cérebro de Ren"         | "Stimpy's Pet" "Ren's Brain"                                 | Steve Loter Chris Reccardi                      | 7 de outubro de 1995                            | RS-434 RS-414 |
| 46                      | 4             | "Mensageiros" "Coleiras de Cães"                        | "Bellhops" "Dog Tags"                                        | Ken Bruce                                       | 28 de outubro de 1995                           | N/A           |
| 47                      | 5             | "Eu era um Stimpy Adolescente" "Quem é o Idiota Agora?" | "I Was a Teenage Stimpy" "Who's Stupid Now?"                 | Tom McGrath Michael Kim                         | 4 de novembro de 1995                           | N/A RS-439    |
| 48                      | 6             | "Colegas de Escola" "Jantar do Ren"                     | "School Mates" "Dinner Party"                                | Kirk Field Steve Loter                          | 11 de novembro de 1995                          | RS-435 N/A    |
| 49                      | 7             | "Grandes Flocos" "Correspondentes"                      | "Big Flakes" "Pen Pals"                                      | Ken Bruce Tom Owens e Craig Bartlett            | 18 de novembro de 1995                          | RS-422 RS-430 |
| 50                      | 8             | "Stimpy Terminal" "Reverendo Jack Queijo"               | "Terminal Stimpy" "Reverend Jack"                            | Arthur Filloy Craig Bartlett                    | 9 de dezembro de 1995                           | RS-425 RS-419 |
| 51                      | 9             | "Uma Lambreta de Presente"                              | "A Scooter for Yaksmas"                                      | Bob Camp                                        | 16 de dezembro de 1995                          | N/A           |
| 52                      | 10            | "Sammy e Eu" "A Última Tentação de Ren"                 | "Sammy and Me" "The Last Temptation"                         | Bill Wray Bob Camp                              | 20 de outubro de 1996                           | RS-424 RS-440 |
| Só para Adultos (2003)  |               |                                                         |                                                              |                                                 |                                                 |               |
| 53                      | 1             | "Altos e Baixos da Vida"                                | "Onward & Upward"                                            | John Kricfalusi                                 | 26 de junho de 2003                             | APC07         |
| 54                      | 2             | "Ren Procura Ajuda"                                     | "Ren Seeks Help"                                             | John Kricfalusi                                 | 3 de julho de 2003                              | APC02         |
| 55                      | 3             | "Cães Bombeiros 2"                                      | "Fire Dogs 2"                                                | John Kricfalusi                                 | 17 de julho de 2003 24 de julho de 2003         | APC04 APC05   |
| 56                      | 4             | "Agitos na Praia de Nudismo"                            | "Naked Beach Frenzy"                                         | John Kricfalusi                                 | Não exibido                                     | APC01         |
| 57                      | 5             | "Os Altruístas"                                         | "Altruists"                                                  | John Kricfalusi                                 | Não exibido                                     | APC03         |
| 58                      | 6             | "A Gravidez de Stimpy"                                  | "Stimpy's Pregnant"                                          | John Kricfalusi                                 | Não exibido                                     | APC06         |